# Cantonul Joigny
Cantonul Joigny este un canton din arondismentul Auxerre, departamentul Yonne, regiunea Burgundia, Franța.

## Comune
- Béon
- Cézy
- Champlay
- Chamvres
- Joigny (reședință)
- Looze
- Paroy-sur-Tholon
- Saint-Aubin-sur-Yonne
- Villecien
- Villevallier